# Paramisophria itoi
Paramisophria itoi is een eenoogkreeftjessoort uit de familie van de Arietellidae. De wetenschappelijke naam van de soort is voor het eerst geldig gepubliceerd in 1985 door Ohtsuka.